# Sean S. Cunningham
Sean S. Cunningham (New York, 31 december 1941) is een Amerikaanse filmproducent en -regisseur.
De carrière van Cunningham als regisseur is beperkt. Naast de slasher klassieker Friday the 13th heeft hij weinig gemaakt. Als producent heeft hij tientallen films achter zijn naam, vooral in het horrorgenre. Zo is hij betrokken bij bijna elke film van zijn vriend Wes Craven. Zijn zoon Noel is eveneens producent en werkte onder andere mee aan Jason Goes to Hell.

## Filmografie (Producent)
- 2003: Freddy vs. Jason
- 2002: Terminal Invasion
- 2001: Jason X
- 2001: XCU: Extreme Close Up
- 1993: Jason Goes to Hell: The Final Friday
- 1993: My Boyfriend's Back
- 1992: House IV
- 1989: The Horror Show
- 1989: Deep Star Six
- 1987: House II: The Second Story
- 1986: House
- 1985: The New Kids
- 1983: Spring Break
- 1980: Friday the 13th
- 1978: Here Come the Tigers
- 1974: Case of the Full Moon Murders
- 1972: The Last House on the Left

## Filmografie (Regisseur)
- 2002 - Terminal Invasion
- 2001 - XCU: Extreme Close Up
- 1989 - DeepStar Six
- 1985 - The New Kids
- 1983 - Spring Break
- 1982 - A Stranger Is Watching
- 1980 - Friday the 13th
- 1978 - Manny's Orphans
- 1978 - Here Come the Tigers
- 1974 - Case of the Full Moon Murders
- 1971 - Together